# The Fighting Trail
The Fighting Trail (bra: O Rastro Sangrento) é um seriado estadunidense de 1917, em 15 capítulos, categoria Western, estrelado por William Duncan, Carol Holloway e George Holt, e dirigido por William Duncan. Veiculou nos cinmeas dos Estados Unidos entre 10 de setembro e 17 de dezembro de 1917. Foi o primeiro seriado do ator William Duncan, que logo em seguida faria Vengeance and the Woman, tornando-se um sucesso de bilheteria.
Este seriado é considerado perdido.

## Elenco
- William Duncan	 ...	Henry Blake
- Carol Holloway	 ...	Bessie Blake
- George Holt	 ...	Black Jack
- Joe Ryan
- Walter Rodgers
- Fred Burns
- Otto Lederer

## Capítulos
1. The Priceless Ingredient
2. The Story of Ybarra
3. Will Yaqui Joe Tell?
4. The Other Half
5. Torrent Rush
6. The Ledge of Despair
7. The Lion's Prey
8. The Strands of Doom
9. The Bridge of Death
10. The Sheriff
11. Parched Trails
12. The Desert of Torture
13. The Water Trap
14. The Trestle of Horrors
15. Out of the Flame